# Treuga Henrici
Die Treuga Henrici (auch: Treuga Heinrici) ist ein Reichs-Landfriede Heinrichs VII. aus dem Jahr 1224.
Sein zentraler Regelungsgehalt besteht in der Anordnung eines zeitlich unbeschränkten Friedens für bestimmte Personen, darunter Geistliche, Frauen und Bauern, sowie für bestimmte Stätten, insbesondere für Kirchen, Äcker und Dörfer sowie für alle Straßen.
Insoweit heißt es in dem Frieden:
1. Clerici, mulieres, moniales, agricole, mercatores, iusti venatores, piscatores, Iudei omni die et tempore firmam pacem habebunt in personis et in rebus.
2. Ecclesie, cimiteria, aratra, molendina, ville infra sepes suas eandem pacem habebunt.
3. Strate omnes cum in terra tum in aqua eandem pacem (et ius) habebunt, quod ab antiquo habuerunt.

In dem Frieden wird außerdem die Bestrafung (Verbrennung) von Zauberern, Hexenmeistern und Häretikern nach Ermessen der Urteiler angeordnet. Des Weiteren wird hier erstmals das Wort Mord verwendet.
Der zu diesem Zeitpunkt etwa 13-jährige Heinrich, während der seit 1220 dauerhaften Abwesenheit seines Vaters Friedrich II. unter politischer Vormundschaft des Kölner Erzbischofs, dann des Herzogs von Bayern, strebte mit diesem Landfrieden einen ersten eigenen Regentschaftsakzent an.
Er folgte hierin der Tradition vorangegangener Landfriedensordnungen, wie jener ersten von Kaiser Heinrich IV. 1103 oder dem Großen Reichslandfrieden des Urgroßvaters Friedrich Barbarossa von 1152.